# Aleksandr Roszal
Aleksandr Borisowicz Roszal, ros. Александр Борисович Рошаль (ur. 26 sierpnia 1936 w Moskwie, zm. 21 maja 2007 w Moskwie) – rosyjski dziennikarz, szachista i trener szachowy.

## Życiorys
Dzieciństwo Roszala nie było łatwe. Gdy miał rok, jego ojciec został aresztowany, a następnie rozstrzelany. Matkę, która spędziła 18 lat w więzieniu na wygnaniu, poznał w wieku 9 lat. Mieszkał z nią w Kazachstanie do ukończenia 16. roku życia. Był dumny ze swojego żydowskiego pochodzenia i często powtarzał: Jestem rosyjskim Żydem.
Do końca lat 60. występował w turniejach szachowych rozgrywanych w Związku Radzieckim, między innymi w 1966 w rozegranych w Moskwie drużynowych mistrzostwach ZSRR. W 1968 zaczął zajmować się szachowym dziennikarstwem, zakładając wraz z Tigranem Petrosjanem magazyn 64, który przez wiele lat był jednym z najważniejszych periodyków na rynku szachowych wydawnictw. W 1986 w czasopiśmie opublikowano fragmenty autobiografii Vladimira Nabokova Другие берега (ang. Other Shores), co spotkało się z niezadowoleniem władz radzieckich. Jednak uznanie i szacunek, jakie budził wśród szachistów i dziennikarzy, pozwoliły zachować mu pozycję czołowego szachowego publicysty w Związku Radzieckim.
Od 1978 był specjalnym korespondentem agencji TASS, przekazując relacje z wielu międzynarodowych turniejów, jak również meczów o mistrzostwo świata.
Według retrospektywnego systemu Chessmetrics, najwyżej sklasyfikowany był w lipcu 1965; zajmował wówczas 132. miejsce na świecie.
Zmarł na raka trzustki. Pochowany został na cmentarzu Wostriakowskim w Moskwie.